# Centrostephanus longispinus
Il riccio diadema mediterraneo o riccio corona (Centrostephanus longispinus Philippi, 1845) è un riccio di mare della famiglia Diadematidae, diffuso nel mar Mediterraneo e nell'Atlantico orientale.
Il nome del genere viene dal greco kéntros, punta, e stéphanos, corona, e significa quindi corona di punte; il nome della specie viene dal latino longus, lungo, e spinus, spina, e perciò significa dalle lunghe spine.

## Descrizione
Possiede un guscio calcareo tondeggiante di 4-5 cm di diametro, caratterizzato da aculei estremamente lunghi, sottili e fragili, la cui colorazione è data dall'alternarsi di bande nere, violacee e biancastre. Sulla superficie aborale sono presenti piccole spine claviformi di colore rosso vivo.

## Distribuzione e habitat
È diffuso, anche se non molto comune, in tutto il mar Mediterraneo e nell'Atlantico orientale, dal Marocco al golfo di Guinea.
È un animale bentonico che predilige i fondali rocciosi o sabbiosi, da 10-15 m sino a 200 m di profondità.